# Фидий
Фидий (на старогръцки: Φειδίας) е древногръцки скулптор и архитект. Смятан е за най-великия гръцки скулптор.

## Биография
Роден е около 490 пр.н.е. в Атина, Гърция. Изкуството на скулптурата Фидий изучава в Атина в школата на Хегий и в Аргос в школата на Агелад, като е възможно при него да е бил едновременно с Поликлет Стари.
За нито една от оцелелите до наши дни статуи не може да се каже със сигурност, че е дело на Фидий. Черпим знания за неговото творчество от описанията на античните автори, от късни копия на негови творби, както и от оцелели скулптури, които с по-малка или по-голяма достоверност са приписвани на Фидий.
Фидий построява през 5 век пр.н.е. внушителните статуи на древногръцката богиня Атина в Партенона в град Атина и статуята на Зевс в Олимпия. Статуята на Зевс е едно от Седемте чудеса на античния свят. Статуите са били с височина 13 метра и двете покрити със злато и слонова кост (хризелефантинни). Изчислено е, че златната туника на богинята е тежала няколко тона и днес паричната ѝ стойност в долари би възлизала на ок. 20 милиона. В дясната си ръка е държала статуя на богинята на победата Нике, по-голяма от човешки бой. В Нашвил, САЩ, е построен храм копие на Партенона и на статуята на Атина. За изработката на статуята на Зевс Фидий въвежда нова техника на обработка на слоновата кост, рецептата за която запазва в тайна, но която му позволява да огъва и фино да обработва слоновата кост. Предполага се, че е киснел слоновата кост в оцет, което я правело податлива на огъване и дори след изсъхването ѝ придобитата форма се запазвала.
Когато Перикъл разгърнал мащабно строителство в Атина, Фидий оглавил работите на Акропола. Негова е грандиозната бронзова статуя на Атина Промахос на Акропола. Другата бронзова статуя от Акропола – Атина Лемния, която държи шлем в ръката си, е създадена от Фидий около 450 пр.н.е. по поръчка на атически колонисти, заселили се на остров Лемнос. Изглежда Перикъл е наредил те да бъдат издигнати през 447 пр.н.е.
В процеса на строителните работи по Партенона, въпреки наложения от Фидий строг контрол, за когото се смята, че бил главен архитект на храма, той е обвинен в присвояване на ценности, най-вероятно слонова кост, предназначена за направа на статуята.  Сведенията за по-нататъшната му съдба не съвпадат. По сведения на историка Ефор Фидий бил арестуван и умрял в затвора. Диодор казва, че Фидий напуснал Атина в неизвестна посока, а според Филохор, чието мнение е потвърдено и в намерените в наши дни папируси, Фидий доживява дните си в Олимпия.

## Анаморфоза
Фидий доказва, че знае законите на оптиката и по-специално анаморфозата. Има легенда за неговото съперничество с Алкамен, като на двамата е поръчана статуя на Атина. Изискването е било скулптурите да се поставят на високи колони. Фидий изработва своята статуя, съобразявайки се с високата колона. На земята статуята изглеждала безобразна и непропорционална. Монтирани върху високите колони се е видяла правотата на Фидий и Алкамен е осмян от публиката.